# Andreu Navarra Ordoño
Andreu Navarra y Ordoño (Barcelona, 1981) es un escritor e historiador español. Estudió filología hispánica, obtuvo el Premio Extraordinario de Licenciatura y se le otorgó una Beca Predoctoral de Formación al Investigador de la Generalidad de Cataluña. Se doctoró en Filología Hispánica por la Universidad de Barcelona . 
Ha publicado los ensayos La región sospechosa. La dialéctica hispanocatalana entre 1875 y 1939 (Bellaterra, Servicio de Publicaciones de la UAB, 2012), El anticlericalismo. ¿Una singularidad de la cultura española? (Madrid, Cátedra, 2013), 1914. Aliadófilos y germanófilos en la cultura española (Madrid, Cátedra, 2014), El Regeneracionismo. La continuidad reformista (Madrid, Cátedra, 2015), El Ateísmo. La aventura de pensar libremente y España (Madrid, Cátedra, 2016). El espejo blanco. Viajeros españoles en la URSS (Madrid, Fórcola, 2016), Aliadòfils i germanòfils a Catalunya durant la Primera Guerra Mundial (Barcelona, Centro de Cultura Contemporánea), las novelas El Prostíbulo (Barcelona, Libros En Su Tinta), Nube Cuadrada ( San Juan de Puerto Rico, Isla Negra, 2012), los poemarios Suicidio Súbito, Fiebre y ciudad y Canciones del bloque y también el ensayo Dos modernidades: Juan Benet i Ana María Moix . (Badajoz, Abecedario, 2006). Ha publicado crítica literaria en la revista Periódico de Poesía, de la Universidad Autónoma de México. En 2013 apareció su edición de tres novelas cortas de José María Salaverría (El literato y otras novelas cortas, Sevilla, Renacimiento, 2013). En 2010 coordinó una antología de poetas catalanes publicada en Puerto Rico (Domicilio de Nadie. Muestra de una nueva poesía barcelonesa, Isla Negra, 2010). Aparte de ejercer la escritura literaria, ha trabajado entre 2011 y 2014 en el Departamento de Historia Moderna y Contemporánea de la Universidad Autónoma de Barcelona.